# Санту-Антан (Кальета)
Санту-Антан (порт. Santo Antão) — район (фрегезия) в Португалии, входит в округ Азорские острова. Расположен на острове Сан-Жорже. Является составной частью муниципалитета Кальета. Население составляет 921 человек на 2001 год. Занимает площадь 33,41 км².
Покровителем района считается Антоний Великий (порт. Santo Antão).